# Говард, Кэтрин, графиня Ноттингема
Кэтрин Говард, графиня Ноттингема (урождённая Кэри; ок. 1547 — 25 февраля 1603), была двоюродной племянницей, фрейлиной и доверенным лицом Елизаветы I Английской. Она сопровождала королеву 44 года.

## Жизнь
Кэтрин Кэри была старшей дочерью Генри Кэри, 1-го барона Хансдона и его жены Энн Морган, дочери сэра Томаса Моргана и Энн Уитни. Хансдон приходился двоюродным братом королеве Елизавете, будучи сыном Марии Болейн, и придворные сплетни намекали на более тесную связь, поскольку Мария была любовницей Генриха VIII. Кэтрин, возможно, присоединилась к семье Элизабет в Хэтфилд-Хаусе в детстве во время правления старшей сестры Елизаветы Марии. После восшествия Елизаветы на престол Кэтрин и ее младшая сестра Филадельфия пришли ко двору в качестве фрейлин своей тети, Кэтрин Кэри, двоюродной сестры королевы и леди опочивальни.
В июле 1563 года Кэтрин вышла замуж за Чарльза Ховарда (1536—1624), впоследствии 2-го барона Ховарда Эффингема, лорда-адмирала Англии и первого графа Ноттингема (1597).
Екатерина была назначена первой леди опочивальни к 1572 году Её дочь Елизавета, крестница королевы, была фрейлиной с 1576 по 1583 год, когда она вышла замуж. Ее дочь Фрэнсис, вдовствующая графиня Килдэр, и внучка Элизабет Саутуэлл присоединились к ней в ближайшем окружении королевы в 1590-х годах. Здоровье Кэтрин начало ухудшаться в 1601 году, и она умерла в доме Арундела 25 февраля 1603 года, всего за несколько недель до смерти королевы, которой она служила 45 лет. Она была похоронена в Старой церкви Челси 25 апреля 1603 года.

## Дети
У графа и графини Ноттингемских было пятеро детей:
- Фрэнсис Ховард (похоронена 11 июля 1628 г.). Сначала она была замужем за Генри Фитцджеральдом, 12-м графом Килдэр . Она была второй раз замужем за Генри Бруком, 11-м бароном Кобэмом .[6]
- Уильям Ховард, третий барон Ховард Эффингемский (27 декабря 1577 г. — 28 ноября 1615 г.). Призван к лордам как 3-й барон Ховард Эффингемский. Он был женат 7 февраля 1596/1597 на Анне Сент-Джон.
- Чарльз Ховард, 2-й граф Ноттингем (17 сентября 1579 г. — 3 октября 1642 г.). Впервые он был женат 19 мая 1597 на Чарити Уайт (ум. 18 декабря 1618 г.), дочери Роберта Уайта. Во-вторых, 22 апреля 1620 года Мэри Кокейн, дочери сэра Уильяма Кокейна, который занимал пост лорд-мэра Лондона в 1619 году, и Мэри Моррис.
- Маргарет Ховард вышла замуж в 1587 году за сэра Ричарда Левесона (умер в 1605 году), один ребенок, умерла в младенчестве. После психического срыва ее опекунство было передано ее брату Уильяму после смерти Левесона и ее отцу в 1615 году.
- Элизабет Ховард (похоронена 31 марта 1646 г.). Фрейлина Елизаветы I (1576—1583). Она вышла замуж за сэра Роберта Саутуэлла (1563 — ок. 1598/9) в 1583 году. Одна из их дочерей, Елизаветы, также фрейлина Елизаветы с 1599 года, была любовницей и, в конечном итоге, третьей женой своего двоюродного брата сэра Роберта Дадли, незаконнорожденного сына графа Лестера и леди Даглас Шеффилд. Другая дочь, Фрэнсис, вышла замуж за Эдварда Родни, а дочь Кэтрин (ум. 1657) вышла замуж за сэра Гревилля Верни, 7-го барона Уиллоуби де Брока (ок. 1586—1642). Елизавета Говард была вторично замужем за Джоном Стюартом, 1-м графом Карриком (ум. 1644).[7]